# Battaglia di Guillemont
La battaglia di Guillemont fu uno scontro che vide impegnate forze inglesi nel tentativo di conquistare il villaggio di Guillemont, in mano ai tedeschi. Questa battaglia ebbe luogo nell'ambito della battaglia della Somme.
Huillemon si trovava sul fianco destro del settore britannico, dove esso si univa a quello francese. Tenendo Guillemont, i tedeschi impedivano agli Alleati di operare congiuntamente.
Guillemont arrivò a tiro delle forze britanniche dopo la battaglia di Bazentin Ridge del 14 luglio e fu oggetto di sanguinosi attacchi tra la fine di luglio e l'agosto successivo. Questo settore possedeva un certo numero di capisaldi tedeschi - Delville, Falfemont Farm, Guillemont, Combles e Maurepas - che si proteggevano l'un l'altro.
Il 18 agosto fu lanciata un'offensiva anglo-francese contro questo settore, con tre corpi d'armata inglesi che attaccavano la zona circostante Guillemont e i francesi che attaccavano Maurepas. Gli inglesi riuscirono a catturare la stazione ferroviaria di Guillemont ma non riuscirono a completare gli altri obbiettivi.
L'attacco decisivo fu lanciato il 3 settembre: la 20th (Light) Division e la 47th Brigade della 16th Irish Division catturarono Guillemont mentre la 5th Division avanzò sulla destra, prendendo Falfemont Farm il 5 settembre. Le unità tedesche combatterono fino alla morte nelle trincee. Il 73º reggimento di fucilieri del tenente Ernst Jünger fu coinvolto negli scontri per la difesa di Guillemont e lui stesso, nelle sue memorie Nelle tempeste d'acciaio, descrisse le terribili condizioni che i tedeschi dovettero sopportare. Nella storia sullo stato del 73º reggimento scrisse: "Nessuno dalla 3ª Compagnia può redigere un rapporto - tutti gli uomini sono stati uccisi, così come ogni ufficiale". Della 5ª Compagnia del 73º reggimento sopravvissero in totale solamente cinque uomini.
La cattura di Guillemont indebolì il controllo tedesco sul settore. Il bosco di Delville fu alla fine messo in sicurezza e il vicino villaggio di Ginchy cadde relativamente velocemente nelle mani della 16th Irish Division il 9 settembre. Al 15 di settembre gli inglesi erano pronti a lanciare su un vasto fronte la loro prossima offensiva, la battaglia di Flers-Courcelette.